# 琉球船舶旗

琉球船舶旗

国際信號旗D旗

1967年以後的琉球船舶旗

琉球船舶旗是美國治理琉球時期琉球群島船隻使用的船舶旗。
根據國際法，通常在公海上航行的船隻要懸掛本國的國旗。但由於當時琉球的國際地位未確定，所以既不能掛美國國旗也不能掛日本國旗。琉球列島美國民政府決定，將國際信號旗中的D旗右端切去三角形，以作為琉球船舶旗，所有琉球船隻都必須懸掛這個旗幟。但懸掛琉球船舶旗出海的琉球船隻經常被各國的海岸巡防隊和海軍誤認為是國籍不明的船隻而進行抓捕和攻擊，引起很大麻煩。
1967年，美國和日本政府簽訂協議，在日本國旗上增加寫有英日雙文琉球字樣的三角形白旗，以作為新的琉球船舶旗。1972年美國將琉球交給日本，重設沖繩縣，琉球船舶旗被廢除，改掛日本國旗。